# Nicolai Howalt
Nicolai Howalt (født 2. oktober 1970) er en dansk billedkunstner og fotograf.
Nicolai Howalts kunstneriske arbejde strækker sig over det dokumentariske, konceptuelle og installatoriske.
Nicolai Howalt har haft separatudstillinger på Esbjerg Kunstmuseum; Bruce Silverstein Gallery, New York; Martin Asbæk Gallery, København, Center for Fotografi, Stockholm, FOAM i Amsterdam, CO Berlin og Nikolaj Kunsthal i København blandt andre. Han har også udstillet på Statens Museum for Kunst, ARoS og Skagens Museum i Danmark og i Korea, Kina, USA, Tyskland, Litauen, Polen, Frankrig, Finland, England, Ungarn og Tyrkiet.
Han er repræsenteret i adskillige offentlige samlinger, herunder Israel Museum, Jerusalem; MUSAC, Spanien, Maison Européenne de Photographie, Frankrig, Museum of Fine Arts Houston, USA, La Casa Encendida, Spanien, Fondation Neuflize Vie, Frankrig, Art Foundation Mallorca, Spanien, Hiscox Art Project, USA. Og i Danmark Nationalmuseet for fotografi, Statens Kunstfond, Skagen Museum, Nykredit og Museet for Fotokunst, Brandts.
Howalt samarbejder også med den danske kunstner Trine Søndergaard. De har udgivet bøger, herunder How to Hunt, med ArtPeople i 2005 og Hatje Cantz i 2010 og TreeZone med Hassla Books i 2009 og har udstillet sammen i Sverige, Tyskland, Spanien, Frankrig, Canada, Finland, USA, Kina og Korea. Deres samarbejdsværker har modtaget priser, herunder Special Jury Prize ved Paris Photo 2006 og Niels Wessel Bagges Foundation for the Arts Award i 2008.
I 2015 startede Nicolai Howalt og Trine Søndergaard forlaget Fabrikbooks, der udgiver kunstfotografiske bøger og plakater.
I 2019 udgav Howalt bogen Old Tjikko, som i 2020 vandt Den Danske Bogdesignpris i kategorien fagbog uddelt af Forening for Boghaandværk.
Nicolai Howalt er medlem af Kunstnersamfundet og Dansk Kunstforening. Han er repræsenteret af Martin Asbæk Gallery i København, Bruce Silverstein Gallery i New York  og Galerie Maria Lund i Paris.

## Reference
1. 1 2  about - Nicolai Howalt
2. ↑  About - fabrikbooks.com
3. ↑  "Den Danske Bogdesignpris - Forening for Boghaandvaerk". Arkiveret fra originalen 28. oktober 2020. Hentet 10. december 2020.
4. ↑  Old Tjikko by Nicolai Howalt - Book - fabrikbooks.com hentet 10. december 2020
5. ↑  Nicolai Howalt - Martin Asbæk Gallery Martin Asbæk Gallery
6. ↑  Nicolai Howalt - Artists - Bruce Silverstein
7. ↑  Nicolai Howalt - Galerie Maria Lund

- Nicolai Howalt på Kunstindeks Danmark/Weilbachs Kunstnerleksikon